# Lagens änglar
Lagens änglar (engelska: L.A. Law) är en amerikansk dramaserie som sändes i åtta säsonger 1986–1994 på NBC, med premiär 15 september 1986.

## Handling
Serien handlar om en stor advokatbyrå i Los Angeles, McKenzie, Brackman, Cheney and Kuzak, och om de fall och klienter advokaterna ägnar sig åt. Firman leds av Leland McKenzie och hans hängivna medarbetare som är specialiserade på olika områden, såsom skilsmässor, brottmål, civilmål och skatter.
Ämnena serien behandlar återspeglar aktuella samhällsfrågor under 1980-talet och början av 1990-talet och många av de fall som firman handhar rörde heta ämnen i USA, däribland dödsstraff, abort, rasism, homosexuellas rättigheter, homofobi, sexuella trakasserier, AIDS och våld i nära relationer.
I börjar av serien heter firman "McKenzie Brackman" senare blir det McKenzie, Brackman, Cheney, Kuzak and Becker.

## Rollista i urval

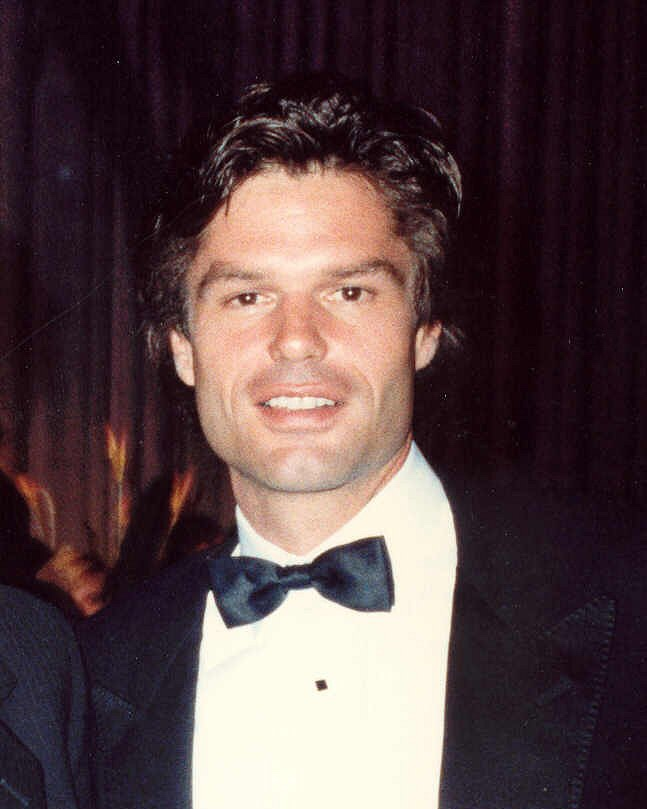
Harry Hamlin, här fotograferad 1987, har en av huvudrollerna.

| Rollfigur                                                               | Skådespelare     | Säsong   | Säsong       | Säsong   | Säsong   | Säsong       | Säsong   | Säsong       | Säsong   | Säsong           |
| Rollfigur                                                               | Skådespelare     | 1        | 2            | 3        | 4        | 5            | 6        | 7            | 8        | TV-filmen (2002) |
| ----------------------------------------------------------------------- | ---------------- | -------- | ------------ | -------- | -------- | ------------ | -------- | ------------ | -------- | ---------------- |
| Michael Kuzak advokat, senare delägare                                  | Harry Hamlin     | Ensemble | Ensemble     | Ensemble | Ensemble | Ensemble     |          |              |          | Ensemble         |
| Arnie Becker skilsmässoadvokat och kvinnokarl, senare delägare          | Corbin Bernsen   | Ensemble | Ensemble     | Ensemble | Ensemble | Ensemble     | Ensemble | Ensemble     | Ensemble | Ensemble         |
| Ann Kelsey advokat, gift med Stuart Markowitz                           | Jill Eikenberry  | Ensemble | Ensemble     | Ensemble | Ensemble | Ensemble     | Ensemble | Ensemble     | Ensemble | Ensemble         |
| Douglas Brackman Jr. advokat och delägare, fixerad av pengar och status | Alan Rachins     | Ensemble | Ensemble     | Ensemble | Ensemble | Ensemble     | Ensemble | Ensemble     | Ensemble | Ensemble         |
| Abby Perkins advokat                                                    | Michele Greene   | Ensemble | Ensemble     | Ensemble | Ensemble | Ensemble     |          |              |          | Main             |
| Victor Sifuentes advokat, ofta idealistisk                              | Jimmy Smits      | Ensemble | Ensemble     | Ensemble | Ensemble | Ensemble     | Gästroll |              |          |                  |
| Stuart Markowitz skatteadvokat, gift med Ann Kelsey                     | Michael Tucker   | Ensemble | Ensemble     | Ensemble | Ensemble | Ensemble     | Ensemble | Ensemble     | Ensemble | Ensemble         |
| Roxanne Melman Arnie Beckers sekreterare, senare även flickvän/partner  | Susan Ruttan     | Ensemble | Ensemble     | Ensemble | Ensemble | Ensemble     | Ensemble | Ensemble     | Gästroll | Main             |
| Leland McKenzie advokat och delägare, en av firmans grundare            | Richard Dysart   | Ensemble | Ensemble     | Ensemble | Ensemble | Ensemble     | Ensemble | Ensemble     | Ensemble | Ensemble         |
| Grace Van Owen åklagare, senare domare och advokat                      | Susan Dey        | Ensemble | Ensemble     | Ensemble | Ensemble | Ensemble     | Ensemble |              |          | Main             |
| Jonathan Rollins advokat                                                | Blair Underwood  |          | Ensemble     | Ensemble | Ensemble | Ensemble     | Ensemble | Ensemble     | Ensemble |                  |
| Benny Stulwicz kontorets postutdelare                                   | Larry Drake      | Gästroll | Återkommande | Ensemble | Ensemble | Ensemble     | Ensemble | Ensemble     | Ensemble | Ensemble         |
| C.J. Lamb advokat                                                       | Amanda Donohoe   |          |              |          |          | Ensemble     | Ensemble |              |          |                  |
| Tommy Mullaney advokat                                                  | John Spencer     |          |              |          |          | Ensemble     | Ensemble | Ensemble     | Ensemble |                  |
| Zoey Clemmons biträdande distriktsåklagare                              | Cecil Hoffman    |          |              |          |          | Ensemble     | Ensemble | Återkommande |          |                  |
| Gwen Taylor sekreterare                                                 | Sheila Kelley    |          |              |          | Gästroll | Återkommande | Ensemble | Ensemble     |          |                  |
| Frank Kittredge fristående jurist som hyr kontorsplats                  | Michael Cumpsty  |          |              |          |          |              | Ensemble |              |          |                  |
| Susan Bloom fristående jurist som hyr kontorsplats                      | Conchata Ferrell |          |              |          |          |              | Ensemble |              |          |                  |
| Daniel Morales advokat och delägare                                     | A Martinez       |          |              |          |          |              |          | Ensemble     | Ensemble |                  |
| Melina Paros advokat                                                    | Lisa Zane        |          |              |          |          |              |          | Ensemble     |          |                  |
| Eli Levinson advokat och delägare                                       | Alan Rosenberg   |          |              |          |          |              |          |              | Ensemble | Cameo            |
| Denise Iannello sekreterare                                             | Debi Mazar       |          |              |          |          |              |          |              | Ensemble |                  |
| Jane Halliday advokat                                                   | Alexandra Powers |          |              |          |          |              |          |              | Ensemble |                  |

## Om serien
I seriens titelsekvens visas en baklucka på en personbil som stängs med en registreringsskylt för Kalifornien med texten "LA LAW". Vidare syns Los Angeles skyline.
Serien skapades av den flitige manusförfattaren Steven Bochco tillsammans med Terry Louise Fisher. Efter tre år tog David E. Kelley över som show runner.
I USA sändes serien av NBC på torsdagskvällar, en tid som serien tog över efter Spanarna på Hill Street och som därefter övertogs av Cityakuten.

### Mottagande
Serien var banbrytande och kallades "världens första intelligenta TV-serie". Lagens änglar vann sammanlagt 15 Primetime Emmy Awards och erhöll 89 nomineringar av desamma.
Den har dock kritiserats för att vara alltför skönmålande av juristprofessionen, vilket inte förvånar då det trots allt rör sig om underhållning.
Entertainment Weekly listade serien under 2007 på plats 42 av 100 in sin lista över de hundra bästa TV-serierna.

## Visning i Sverige
I Sverige började serien sändas på TV1 den 4 september 1987 och sändes då på fredagar. Det sista avsnittet sändes den 28 februari 1997. Serien har exempelvis repriserats på TV4 2002.